# Comeragh Mountains
Le Comeragh Mountains (in irlandese Sléibhte an Chomaraigh) sono un insieme di montagne che costituiscono una vera e propria catena montuosa, collocata nella zona sud-orientale dell'Irlanda, nelle contee di Waterford e Tipperary, che a loro volta sono parte della provincia di Munster. Le estremità delle Comeragh sono situate presso Kilmacthomas (co. Waterford) e Clonmel (co. Tipperary). Le dodici vette che compongono la catena sono parecchio popolari tra scalatori ed escursionisti irlandesi. La cima più alta è il Fauscoum, grazie ai suoi 792 m s.l.m.